# CG抑制

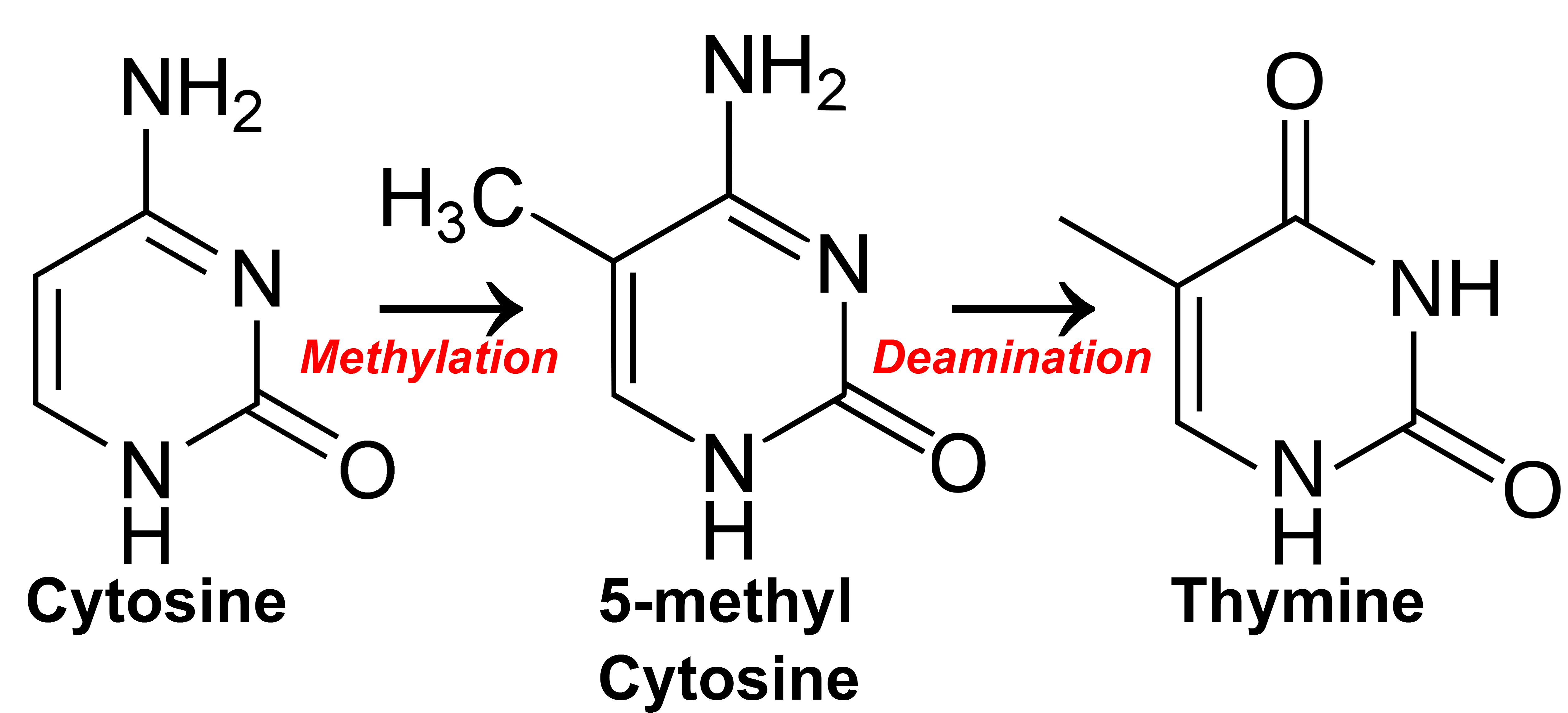
胞嘧啶（C）被甲基化後去胺轉為胸腺嘧啶（T）

CG抑制（CG suppression）是指多數脊椎動物基因組中CpG位點的比例低於期望值的現象。人類基因組序列中胞嘧啶（C）與鳥嘌呤（G）各占了約21%，因此CpG位點的比例期望值應為約4%（0.21x0.21），但實際上僅有低於1%。此現象是胞嘧啶去胺的轉換突變所致，被甲基化的胞嘧啶（5-甲基胞嘧啶）會自發去胺轉為轉為胸腺嘧啶（T），若未及時在DNA複製前修復，該位點即發生C-T的轉換突變，此為人類細胞中最常發生的突變種類。

## 病毒
許多感染脊椎動物的RNA病毒也有CG抑制的現象。有研究分析甲型流感病毒的CG位點，發現其CG限制從鳥類跳躍至人類宿主後CG抑制變得更加明顯（即CpG位點比例進一步降低），而人類基因組CG抑制的程度比鳥類還高，因此此現象可能反映這些病毒在宿主體內受到一定的選汰壓力，使其CpG位點的比例改變。人類免疫缺乏病毒也有CG抑制的現象，有研究發現人類細胞的鋅指抗病毒蛋白（zinc-finger antiviral protein，ZAP）可與RNA中的CpG點結合，並可能以此為區分自我與外來RNA的機制，因人類基因組的CpG位點數量很低，ZAP與與RNA中CpG位點結合以抑制病毒，此機制或對RNA病毒形成選汰壓力，使其基因組也發生CG抑制，降低CpG位點含量以逃避宿主免疫反應。